# کتاب‌شناسی یوجین اونیل
اینک فهرستی از نوشته‌های یوجین اونیل (۱۹۵۳-۱۸۸۸ میلادی):

## نمایشنامه‌ها
- آن سوی افق (ترجمهٔ فارسیِ امیر رحمانی کیا و مهتاب صفدری)
- پیش از ناشتایی (ترجمهٔ فارسیِ صادق چوبک)
- پیش از ناشتایی و سه نمایشنامه دیگر (ترجمه فارسیِ یدالله آقا عبّاسی)
- یک لقمه نان (ترجمهٔ محمدرضا حسن زاده جوانیان)
- در منطقه جنگی و دو نمایشنامه دیگر (ترجمه فارسیِ یدالله آقاعباسی)
- تشنگی و دو نمایشنامه دیگر (ترجمهٔ فارسیِ یدالله آقاعباسی)
- تار عنکبوت و دو نمایشنامه دیگر (ترجمهٔ فارسیِ یدالله آقاعباسی)
- گوریل پشمالو (ترجمهٔ فارسیِ بهزاد قادری)
- داینامو (ترجمهٔ فارسیِ بیتا دارابی)
- متفاوت (ترجمهٔ فارسیِ بیتا دارابی)
- روزهای بی‌پایان (ترجمهٔ فارسیِ بیتا دارابی و هانیه مهر مطلق)
- پیوند (ترجمهٔ فارسیِ بیتا دارابی)
- سفری طولانی از روز به شب (ترجمهٔ فارسیِ محمود کیانوش و بیتا دارابی و یدالله آقا عبّاسی و کیمیا خردمند)
- لازاروس خندید (ترجمهٔ فارسیِ بیتا دارابی و هانیه مهر مطلق)
- امپراتور جونز (ترجمهٔ فارسیِ یدالله آقاعباسی)
- هوس زیر درختان ناورن (ترجمهٔ فارسی بیتا دارابی و هانیه مهر مطلق)
- عزا برازندهٔ الکتراست (ترجمهٔ فارسیِ یدالله آقاعباسی)
- همه فرزندان خداوند بال دارند (ترجمهٔ فارسیِ بیتا دارابی)
- روغن
- نان و آب
- مرد یخین می‌آید (ترجمهٔ فارسیِ بهزاد قادری و یدالله آقاعباسی)
- خداوندگار براون (ترجمهٔ فارسیِ فرشته وزیری‌نسب و یدالله آقاعباسی)
- فواره (ترجمهٔ فارسیِ بیتا دارابی و هانیه مهر مطلق)
- ماهی برای یک ملعون (ترجمهٔ فارسیِ بیتا دارابی)
- شاعرانگی (ترجمهٔ فارسیِ حسن فاضل)
- نخستین آدم (ترجمهٔ فارسیِ بهزاد قادری)
- مارکوپولی (ترجمهٔ فارسیِ بهزاد قادری و یدالله آقاعباسی)
- درهم‌تنیده
- جوانک خیال‌باف
- موج‌گرفتگی
- علامت گنج
- آنا کریستی (ترجمهٔ فارسیِ محمدعلی صفریان و صفدر تقی‌زاده)
- آه، بیابان (ترجمهٔ فارسیِ بیتا دارابی و هانیه مهر مطلق)